# Supermassivt svart hål

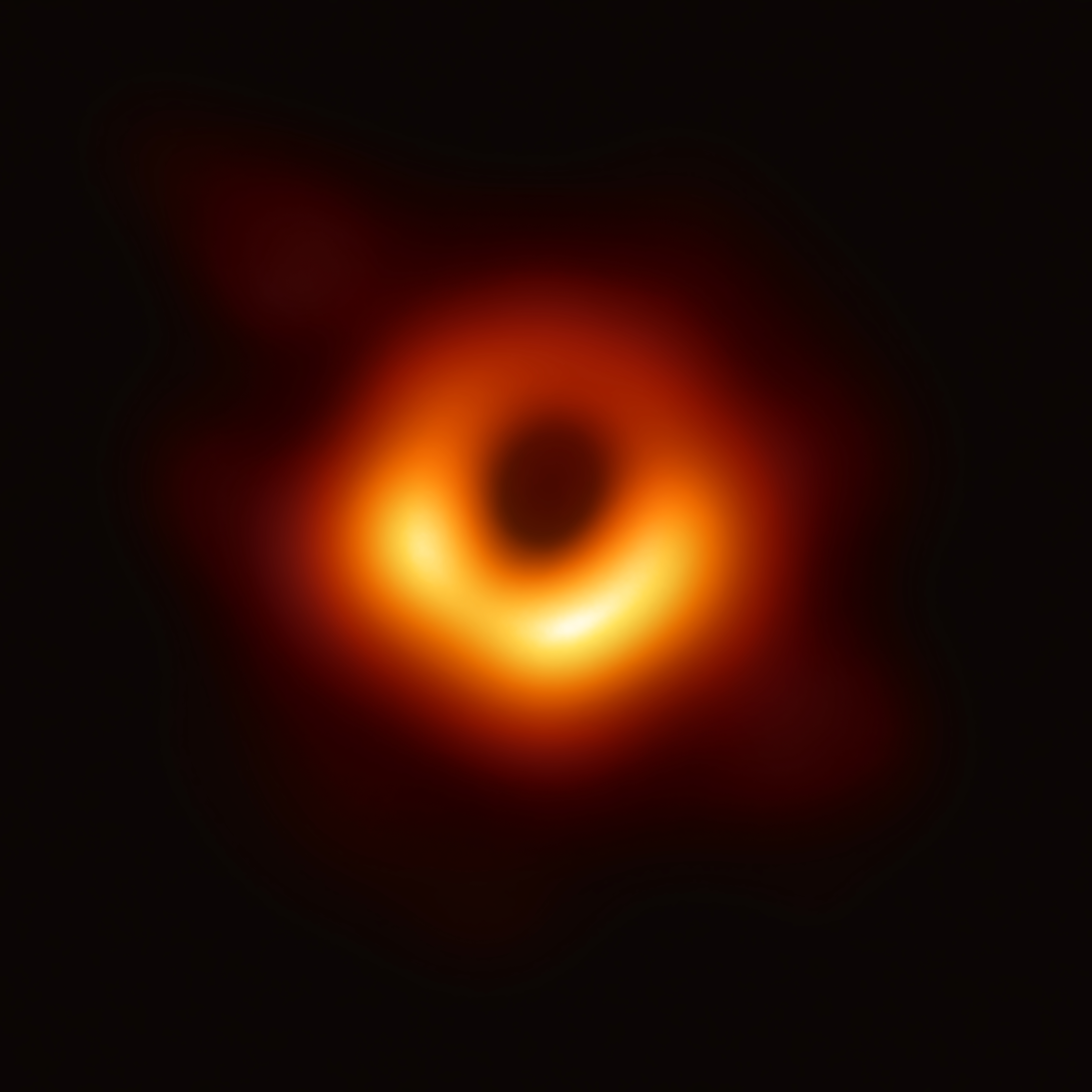
Event Horizon Telescopes bild av det supermassiva svarta hålet i Messier 87.

Supermassiva eller supertunga svarta hål är svarta hål med massa motsvarande miljoner eller miljarder gånger solens massa. De flesta, kanske alla, galaxer tros ha ett supermassivt svart hål i sitt centrum. Det gäller även vår galax Vintergatan, där objektet Sagittarius A* i centrum med största sannolikhet är ett supermassivt svart hål.

## Supermassiva svarta hål utanför Vintergatan

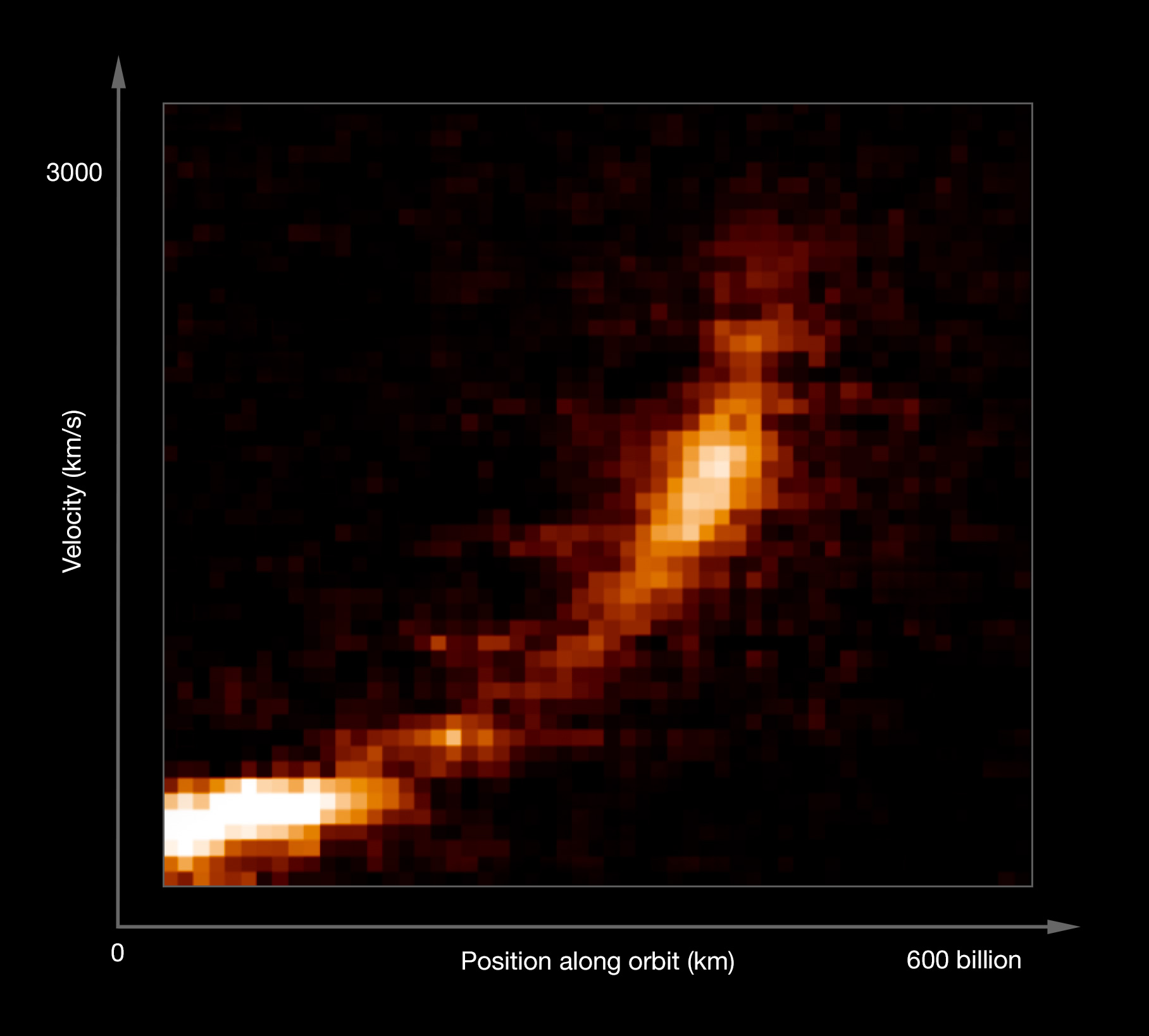
Bild från ESO som visar hur ett gasmoln slits isär av det svarta hålet i Vintergatans mitt. Den horisontella axeln visar molnets utsträckning och den vertikala skillnaden i hastighet mellan olika delar.

Troligen har de allra flesta galaxer ett supermassivt svart hål i centrum. Det finns en handfull exempel på galaxer där man, som i Vintergatan, kan sluta sig till existensen av det supermassiva hålet genom det sätt stjärnor eller gas rör sig nära galaxens kärna. Två av dessa är Messier 31 och Messier 32. I ett större antal aktiva galaxer och kvasarer, visar sig det supermassiva hålet genom kärnans aktivitet, nämligen genom den enorma mängd strålning som kommer från centrum, vilken tros härstamma från gas som cirkulerar in i hålet. Man antar att de flesta ljusstarka galaxer har ett supermassivt svart hål, men att de flesta är i "inaktivt" läge där de inte drar till sig speciellt mycket materia.
Ett svart hål i en inaktiv galax kan få ett tillfälligt utbrott om en stjärna passerar så nära det svarta hålet att stjärnan slits sönder av tidvattenskrafterna, men om det svarta hålet är tyngre än hundra miljoner gånger solens massa kan stjärnan passera in genom hålets händelsehorisont utan att slitas sönder, i vilket fall det inte blir något utbrott. Själva den händelse där stjärnan slits sönder leder inte till någon observerbar aktivitet, men den delas upp i gasströmmar, som fortsätter att röra sig längs banor runt det svarta hålet, och när gasen åter kommer nära det svarta hålet kommer den att bilda en tillfällig ackretionsskiva, vilken producerar observerbara mängder elektromagnetisk strålning, främst mjuk röntgen och ultraviolett strålning, runt det svarta hålet. Efter det första uppflammandet avtar strålningen enligt teorin med tiden som {\displaystyle t^{-5/3}} och utbrotten varar i upp till några år. En del händelser av detta slag har visat på rätt tidsberoende, men har observerats i andra strålningsband istället. Till exempel Sw 1644+57 som upptäcktes i gammastrålning och till att börja med antogs vara en gammablixt, men som var alltför långvarig för detta. Bloom et al. tolkade i stället händelsen som att det svarta hålet inte bara hade bildat en tillfällig ackretionsskiva utan att det från denna skiva hade utgått en relativistisk jetstråle som var riktad rakt mot oss och som därmed sände ut betydligt hårdare strålning mot oss än i andra riktningar. Gezari et al. har å andra sidan rapporterat om ett utbrott, PS1-10jh, som är ovanligt kallt och syns i ultraviolett och synligt ljus, men ej i röntgen. Därtill går det inte att observera några spektrallinjer från väte i ljuset från denna händelse. Strålningens avtagande stämmer med teorin för en stjärna som slits sönder av det svarta hålets tidvattenkrafter, men tolkningen av spektrumet är osäker.
Galaxer med dubbla supermassiva hål tros vara ett vanligt resultat då två galaxer slås samman. Två galaxer där allt tyder på att två supermassiva hål finns i centrum är Galax 4C 37.11 och OJ 287. Om två supermassiva svarta hål skulle kollidera så skulle resultatet bli att starka gravitationsvågor uppstår.
Den 10 april 2019 publicerade Event Horizon Telescope en bild av ett supermassivt svart hål i galaxen Messier 87. Bilden är resultatet av koordinerade observationer med ett nätverk av radioteleskop fördelade över jorden. Det svarta hålets massa uppskattas till 6,5 miljarder solmassor.

## De största svarta hålen
- I kvasaren S5 0014+81, 40 miljarder solmassor (M☉).
- I kvasaren APM 08279+5255, 23 miljarder M☉.
- I den enorma elliptiska galaxen NGC 4889 i Comahopen, 21 miljarder M☉.
- I Fenixhopen, 20 miljarder M☉.
- I Messier 87, 6,5 miljarder M☉.[1]

Som jämförelse motsvarar det svarta hålet Sagittarius A* i Vintergatan 4 miljoner M☉.

## Bildandet av supermassiva svarta hål
Det uppskattas att supermassiva svarta hål skapas om tillräckligt många stjärnor befinner sig på ett tillräckligt litet område i rymden eller tillräckligt många sugs in i ett ursprungligt svart hål, alternativt om flera svarta hål slås samman. De nödvändiga förutsättningarna för detta tros finnas allmänt i centrum av större galaxer. Teoretiska studier av kollapser av tunga stjärnor visar att extremt tunga stjärnor (flera hundra solmassor) kan kollapsa i sin helhet till svarta hål, vilket kunnat vara frön till supermassiva svarta hål (jfr kvasistjärnor). Så extremt tunga stjärnor tros bara kunnat bildas i frånvaro av grundämnen tyngre än helium, något som bara gällde den första tiden efter Big Bang.